# Kovačevići (kanton uńsko-sański)
Kovačevići – wieś w Bośni i Hercegowinie, w Federacji Bośni i Hercegowiny, w kantonie uńsko-sańskim, w mieście Cazin. W 2013 roku liczyła 886 mieszkańców, z czego większość stanowili Boszniacy.